# Nicole Bass
Nicole Bass-Fuchs (* 26. Oktober 1964 in Middle Village, Queens, New York; † 17. Februar 2017) war eine US-amerikanische Bodybuilderin, Schauspielerin, Wrestlerin und Valet. Sie war ab 1985 mit Robert Fuchs verheiratet.

## Karriere
Nicole Bass-Fuchs wurde im ECW House of Hardcore ausgebildet. Sie gewann 1997 einen NPC National Bodybuilding Contest und wurde als „The World’s largest female bodybuilder“ betitelt. In der ECW war sie Mitglied der Impact Players. Bass feierte ihr WWF-Debüt bei Wrestlemania XV, als sie Sable in einem Match half. Im Juli 1999 wurde sie von der WWF entlassen. Bass-Fuchs trat anschließend in unabhängigen Ligen an und konnte den NWA Jersey Women’s Titel gewinnen. Sie begann einen Prozess wegen sexueller Belästigung gegen die WWE.
Anfang 2006 musste sie ins Krankenhaus eingeliefert werden, da ihr Körper unter dem Steroidmissbrauch litt.
Bass-Fuchs war mit Robert Fuchs von 1985 bis zu seinem Tod am 18. Mai 2013 verheiratet.
Am 17. Februar 2017 starb Nicole Bass-Fuchs im Alter von 52 Jahren an einem Herzinfarkt.

## Filmografie
- 1999: Pain and Suffering
- 1999: WWF SmackDown!
- 2000: Violence on Violence
- 2000: Man Handled
- 2006: Howard Stern on Demand